# Posições no basquetebol
- 1–Armador
- 2–Ala-armador
- 3–Ala
- 4–Ala-pivô
- 5–Pivô

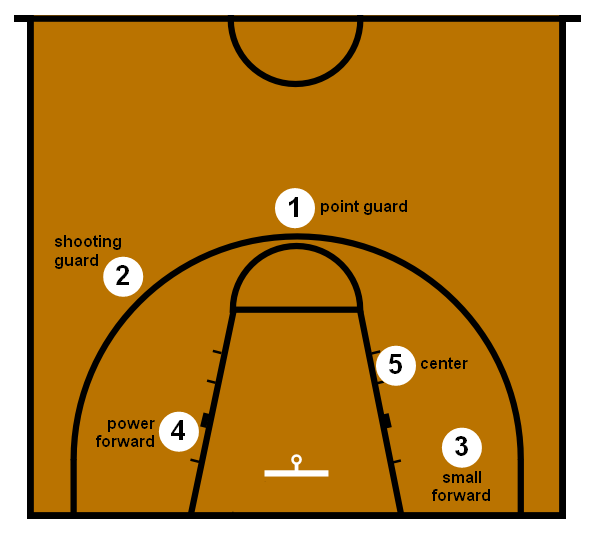
Posições do basquete com os números pelos quais são conhecidos:

No basquete, jogam cinco jogadores por equipe, cada um atribuído a uma posição. Historicamente, a esses jogadores foram atribuídas posições definidas pelo papel que desempenham na quadra, do ponto de vista estratégico. As três posições principais são armador, ala e pivô, com a equipe padrão apresentando dois armadores, dois alas e um centro. Com o tempo, conforme funções mais especializadas se desenvolveram, cada um dos armadores e atacantes passou a ser diferenciado, e hoje cada uma das cinco posições é conhecida por um nome e número únicos: armador (Point Guard, ou PG) ou 1, o ala-armador (Shooting Guard, ou SG) ou 2, o ala (Small Forward, ou SF) ou 3, o ala-pivô (Power Forward, ou PF) ou 4 e o pivô (Center, ou C) ou 5.